# Marcella (Giordano)
Marcella är en opera (idillio moderno) i tre akter med musik av Umberto Giordano, och libretto av Henri Caïn och Edouard Adenis (samt Olindo Guerrini). Operan hade premiär den 9 november 1907 på Teatro Lirico di Milano i Milano.

## Personer
| Personer   | Röstläge    | Premiärbesättning 9 november 1907 (Dirigent: Ettore Perosio) |
| ---------- | ----------- | ------------------------------------------------------------ |
| Marcella   | Sopran      | Gemma Bellincioni                                            |
| Clara      | Mezzosopran | Muggia                                                       |
| Raimonda   | Sopran      | Cristina Pittarollo                                          |
| Eliana     | Sopran      | Maria Roberto                                                |
| Lea        | Sopran      | Amelia Chiostri                                              |
| Giorgio    | Tenor       | Fernando De Lucia                                            |
| Drasco     | Baryton     | Nunzio Rapisardi                                             |
| Vernier    | Baryton     | Leo Eral                                                     |
| Barthélemy | Tenor       | Aurelio Sabbi                                                |
| Flament    | Baryton     | Romeo Boscacci                                               |

## Handling
Handlingen utspelas i Paris runt 1910.
Akt I
Giorgio är en prins som rör sig inkognito, låtsas vara en målare och poet, för att ägna sig ostört åt sin passion för konst. I en trendig restaurang möter han Marcella. Han försvarar henne från en grupp ungdomar som stör henne. Marcella berättar för honom att hon är ensam och fattig, och mellan dem föds passionen omedelbart.
Akt II
Marcella och Giorgio har under tre månade bott tillsammans i ett hus på landet. Marcella, som fortsätter att tro att Giorgio är en fattig konstnär, är orolig eftersom hon i några dagar har sett honom upprörd. Drasco, en vän till Giorgio, anländer för att be honom återvända till sitt land, där en revolt har brutit ut. Marcella, som lyssnar på deras tal osedd, får reda på Giorgios sanna identitet och förstår att han måste lämna henne.
Akt III
Giorgio förbereder sig för att ge sig av. Han skulle vilja att Marcella följde honom, men hon vet att hon inte kan vara brud till en prins och offrar sig själv. Giorgio lämnas ensam medan Marcella faller till marken.